# Shadow (canção de f(x))
Shadow (em coreano: 그림자; alt: 미행; lit. tailing) é uma canção de gênero pop alternativo interpretada pelo girl group sul-coreano f(x). Foi incluída como segunda faixa em seu segundo álbum de estúdio, Pink Tape, lançado em 29 de julho de 2013.

## Composição e antecedentes
De acordo com a descrição do álbum no site de música sul-coreano Naver Music, "Shadow" é uma canção que pertence ao gênero musical pop alternativo e tem características de alguns instrumentos não tradicionais, tais como badaladas de xilofone, para produzir seus sons únicos. A canção foi composta e arranjada por uma equipe de compositores que incluíam as cantoras britânicas Sophie Michelle Ellis-Bextor e Cathy Dennis, e o produtor musical americano Rob Fusari. Dennis, que é famosa por ter composto "Can't Get You Out of My Head" de Kylie Minogue, "Toxic" de Britney Spears e "I Kissed a Girl" de Katy Perry, fez sua estreia na produção de K-pop com "Shadow".
A letra da canção foi escrita por Jun Gan-di que também escreveu a faixa-título do álbum, "Rum Pum Pum Pum". Ele também colaborou com Girls' Generation na música "Look At Me" de seu quarto álbum I Got a Boy e com Shinee em "Dream Girl", "Punch Drunk Love" e "Girls' Girls' Girls'" para seu seu terceiro álbum Chapter 1. Dream Girl – The Misconceptions of You. A letra fala da história de uma garota que não pode enfrentar ou confessar seus sentimentos por alguém. A natureza sonhadora, 'doce, jovem e inocente' de seu amor, poderia [potencialmente] ser mal interpretada por alguns como perseguição.

## Filme de arte
Em 17 de julho de 2013, um 'filme de arte' no estilo vintage foi lançado no canal oficial da SM Entertainment no YouTube, que sinalizou o retorno do grupo. O vídeo teaser apresenta uma prévia de "Shadow", juntamente com uma poesia narrada pelos membros do f(x). Também incluía clipes editados do por trás das cenas que mostram a sessão de fotos para a capa do álbum 'Pink Tape'.

## Recepção da crítica
"Shadow" ganhou revisões geralmente favoráveis de vários sites de notícias e críticos de K-pop. O Allkpop comentou que a música estar em sintonia com o seu conceito de 'perseguição' com o seu assustador, distorcido e "caricatural" canto no fundo junto com os sons de xilofones 'estranhamente bonito'. "A entrega vocal calma durante um instrumental é apenas os tons mais sinistros da canção, em última análise, dando-nos uma das mais inesperada e assustadora música de K-pop ...". Em um revisão do álbum, o autor do blog de Kpop Seoulbeats elogiou a canção como uma das melhores do álbum. Eles consideravam o conceito da canção como o inocente 'amor adolescente super querido', que "[você] tornar-se absolutamente apaixonado, mas é muito jovem para entender o amor". O revisor mergulha ainda mais em profundidade, comentando que a música quase raspa a ideia de "o romance completo soprado" e, em vez flutua o ouvinte em sintonia arejado que é "apenas está jorrando sobre as borboletas na boca do estômago". A integrante Krystal recomendou a música para os espectadores do show Music Spoiler: Play! Pink Tape entre todas as faixas do álbum.

## Créditos
| - f(x) - Vocais - Victoria Song - vocais, vocais de fundo - Amber Liu - vocais, vocais de fundo - Luna - vocais, vocais de fundo - Sulli - vocais, vocais de fundo - Krystal Jung - vocais, vocais de fundo | - Jun Gan-di - composição - Sophie Michelle Ellis-Bextor - produção - Cathy Dennis - produção - Rob Fusari - produão |

## Desempenho nas paradas
| Gráfico                      | Melhores posições |
| ---------------------------- | ----------------- |
| Gaon Singles chart           | 6                 |
| Gaon Monthly Singles chart   | 43                |
| Gaon Streaming Singles chart | 27                |
| Gaon Download Singles chart  | 3                 |
| Gaon Mobile Ringtone chart   | —                 |
| Gaon Karaoke chart           | —                 |
| Billboard K-Pop Hot 100      | 25                |